# Radomír
Radomír je mužské jméno slovanského původu. Jeho význam se obvykle vykládá jako „mírumilovný“, „pečující o mír“. Pochází ze dvou staroslovanských sloves raděti, což znamená "starat se" a "mir", kterýž znamená "mír", ale i "svět" ("svět bez války"). 
Podle českého kalendáře má svátek 3. července.

## Statistické údaje
Následující tabulka uvádí četnost jména v ČR a pořadí mezi mužskými jmény ve srovnání dvou roků, pro které jsou dostupné údaje MV ČR – lze z ní tedy vysledovat trend v užívání tohoto jména:
| Rok       | Četnost   | Pořadí   |
| 1999      | 8193      | 73.      |
| 2002      | 8136      | 74.      |
| Porovnání | o 57 méně | o 1 hůře |
| 2006      | 7980      | 74.      |

Změna procentního zastoupení tohoto jména mezi žijícími muži v ČR (tj. procentní změna se započítáním celkového úbytku mužů v ČR za sledované tři roky 1999-2002) je +0,04%, což znamená v podstatě setrvalý stav.

## Známí nositelé jména
- Radomir Antić - srbský fotbalista
- Radomir Illić - makedonský brankář
- Radomír D. Kokeš - český filmový historik a vysokoškolský pedagog
- Radomír Malý – český historik, novinář, politik a vysokoškolský pedagog
- Radomír Postl – český výtvarník
- Radomir Putnik - srbsky vojvoda a náčelník generálního štábu při Balkánských válkách
- Radomír Tichý - český archeolog
- Radomír Šimůnek – československý a český reprezentant v cyklokrosu